# Kievitslanden
Kievitslanden is een drassig natuurgebied met bloemrijk, open grasland in Oostelijk Flevoland, direct ten oosten van het Harderbos. Het is een afzonderlijk compartiment van het grotere natuurgebied Harderhoek.
De Kievitslanden worden sinds 1999 beheerd door Natuurmonumenten. De oppervlakte bedraagt 194 ha., waarvan de helft wordt beheerd als weidevogelgrasland. De rest vormt een overgangszone tussen het weidevogelgebied en de landbouwgrond aan de noordkant. Veel weidevogels broeden hier, zoals kwikstaarten en   graspiepers. Kievit, grutto, tureluur en watersnip zijn er eveneens aan te treffen. In het voorjaar staan de velden vol gele dotterbloemen en roze pinksterbloemen.
Natuurmonumenten is doende het gebied natter te maken, met name door de greppels en sloten in het grasland te verbreden. De werkzaamheden betreffen verder onder meer de gedeeltelijke demping van de Strandgapertocht en het aanleggen van de Verlengde Mosseltocht.